# Martingalkonvergenzsatz
Als Martingalkonvergenzsatz oder Doobscher Martingalkonvergenzsatz (benannt nach Joseph L. Doob) werden in der Wahrscheinlichkeitstheorie bestimmte Aussagen über die Konvergenz von Martingalen bezeichnet. Ein Martingal ist ein spezieller stochastischer Prozess, der als Formalisierung und Verallgemeinerung eines fairen Glücksspiels angesehen werden kann. Unter Zusatzvoraussetzungen an die Beschränktheit des Prozesses lässt sich dessen Konvergenz folgern. Dabei unterscheiden sich die verschiedenen Versionen des Satzes hinsichtlich der Art der Beschränktheit und der Art der Konvergenz. Wesentliches Hilfsmittel bei dem Beweis ist die Aufkreuzungsungleichung. Analoge Konvergenzsätze existieren auch für Rückwärtsmartingale.

## Voraussetzungen
Auf einem Wahrscheinlichkeitsraum {\displaystyle (\Omega ,{\mathcal {A}},P)} mit einer Filtrierung {\displaystyle ({\mathcal {F}}_{n})_{n\in \mathbb {N} _{0}}} und {\displaystyle \textstyle {\mathcal {F}}_{\infty }=\sigma \left(\bigcup _{n=0}^{\infty }{\mathcal {F}}_{n}\right)} sei eine Folge {\displaystyle (X_{n})_{n\in \mathbb {N} _{0}}} reeller Zufallsvariablen gegeben, die an die Filtrierung adaptiert ist und integrierbar ist. Das bedeutet, dass für alle {\displaystyle n\in \mathbb {N} _{0}} die Zufallsvariable {\displaystyle X_{n}} messbar bezüglich {\displaystyle {\mathcal {F}}_{n}} ist und {\displaystyle E(|X_{n}|)<\infty } erfüllt.
Der Prozess {\displaystyle (X_{n})_{n\in \mathbb {N} _{0}}} heißt Martingal, wenn für alle {\displaystyle n\in \mathbb {N} _{0}} die Gleichung {\displaystyle \mathbb {E} (X_{n+1}\mid {\mathcal {F}}_{n})=X_{n}} gilt. Gilt stattdessen {\displaystyle \mathbb {E} (X_{n+1}\mid {\mathcal {F}}_{n})\geq X_{n}} für alle {\displaystyle n\in \mathbb {N} _{0},} dann wird der Prozess ein Submartingal genannt. Im Fall {\displaystyle \mathbb {E} (X_{n+1}\mid {\mathcal {F}}_{n})\leq X_{n}} für alle {\displaystyle n\in \mathbb {N} _{0},} heißt der Prozess Supermartingal. Jedes Martingal ist ein Sub- und ein Supermartingal. Ein Prozess {\displaystyle (X_{n})_{n\in \mathbb {N} _{0}}} ist genau dann ein Supermartingal, wenn {\displaystyle (-X_{n})_{n\in \mathbb {N} _{0}}} ein Submartingal ist.

## Versionen des Martingalkonvergenzsatzes

### Fast sichere Konvergenz
Es sei {\displaystyle (X_{n})_{n\in \mathbb {N} _{0}}} ein Submartingal und es gebe eine Konstante {\displaystyle M>0} mit {\displaystyle \mathbb {E} (X_{n}^{+})\leq M} für alle {\displaystyle n\in \mathbb {N} _{0},} das heißt, der Erwartungswert der Positivteile {\displaystyle X_{n}^{+}=\max(X_{n},0)} ist beschränkt. Dann existiert eine {\displaystyle {\mathcal {F}}_{\infty }}-messbare Zufallsvariable {\displaystyle X_{\infty }\in {\mathcal {L}}^{1}} mit {\displaystyle X_{n}{\xrightarrow {n\to \infty }}X_{\infty }} fast sicher.

#### Beweis
Für den Beweis ist das sog. Aufkreuzungslemma von entscheidender Bedeutung. Dieses sagt aus, dass für zwei reelle Zahlen {\displaystyle b>a}, die zwei Stoppzeiten {\displaystyle \sigma ,\tau } mit {\displaystyle \sigma _{0}\equiv 0} und
{\displaystyle \tau _{k}:=\inf\{n\geq \sigma _{k-1}\mid X_{n}\leq a\}}
{\displaystyle \sigma _{k}:=\inf\{n\geq \tau _{k}\mid X_{n}\geq b\}}
und die Zufallsvariable 
{\displaystyle U_{n}^{a,b}:=\sup\{k\in \mathbb {N} \mid \sigma _{k}\leq n\}}
der Anzahl der Aufkreuzungen die Ungleichung 
{\displaystyle \mathbb {E} [U_{n}^{a,b}]\leq {\frac {\mathbb {E} [(X_{n}-a)^{+}]-\mathbb {E} [(X_{0}-a)^{+}]}{b-a}}}
erfüllt. Aus dieser kann mittels der Ungleichung {\displaystyle \mathbb {E} [(X_{n}-a)^{+}]\leq |a|+\mathbb {E} [X_{n}^{+}]} aus der vorausgesetzten gleichmäßigen Beschränktheit der {\displaystyle \mathbb {E} [X_{n}^{+}]} gefolgert werden, dass {\displaystyle \mathbb {E} [U_{n}^{a,b}]} ebenfalls gleichmäßig beschränkt ist. Der monotone Limes {\displaystyle U^{a,b}:=\lim _{n\to \infty }U_{n}^{a,b}} existiert jedoch, und es folgt {\displaystyle P(U^{a,b}<\infty )=1}. Für beliebige reelle Zahlen {\displaystyle b>a} gilt aber
{\displaystyle \left\{\liminf _{n\to \infty }X_{n}<a\right\}\cap \left\{\limsup _{n\to \infty }X_{n}>b\right\}\subset \left\{U^{a,b}=\infty \right\}}
und damit folgt, dass das Ereignis 
{\displaystyle \bigcup _{a,b\in \mathbb {Q} }\left\{\liminf _{n\to \infty }X_{n}<a\right\}\cap \left\{\limsup _{n\to \infty }X_{n}>b\right\}}
fast sicher nicht eintritt. Also wird {\displaystyle X_{n}} fast sicher gegen ein {\displaystyle X_{\infty }} konvergieren. Nach dem Lemma von Fatou ist einerseits {\displaystyle \mathbb {E} [X_{\infty }^{+}]\leq \sup\{\mathbb {E} [X_{n}^{+}]\mid n\geq 0\}<\infty }, ähnlich wird {\displaystyle \mathbb {E} [X_{\infty }^{-}]<\infty } gefolgert.

### Konvergenz in p-ten Mittel
Sei {\displaystyle p>1} und es gebe eine Konstante {\displaystyle M>0} mit {\displaystyle \mathbb {E} (|X_{n}|^{p})\leq M} für alle {\displaystyle n\in \mathbb {N} _{0},} das heißt, die Folge {\displaystyle (X_{n})_{n\in \mathbb {N} _{0}}} ist beschränkt im Raum {\displaystyle {\mathcal {L}}^{p}.} Dann existiert eine {\displaystyle {\mathcal {F}}_{\infty }}-messbare Zufallsvariable {\displaystyle X_{\infty }\in {\mathcal {L}}^{p}} mit {\displaystyle X_{n}{\xrightarrow {n\to \infty }}X_{\infty }} fast sicher und in {\displaystyle {\mathcal {L}}^{p}}.
Die Aussage ist für {\displaystyle p=1} im Allgemeinen falsch: Ein in {\displaystyle {\mathcal {L}}^{1}} beschränktes Martingal muss nicht unbedingt in {\displaystyle {\mathcal {L}}^{1}} konvergieren.

### Konvergenz bei gleichgradiger Integrierbarkeit
Ist {\displaystyle (X_{n})_{n\in \mathbb {N} _{0}}} ein gleichgradig integrierbares
Submartingal, dann existiert eine {\displaystyle {\mathcal {F}}_{\infty }}-messbare Zufallsvariable {\displaystyle X_{\infty }\in {\mathcal {L}}^{1}} mit {\displaystyle X_{n}{\xrightarrow {n\to \infty }}X_{\infty }} fast sicher und in {\displaystyle {\mathcal {L}}^{1}}.
Weiter gilt {\displaystyle X_{n}\leq \mathbb {E} (X_{\infty }\mid {\mathcal {F}}_{n})} und, im Falle dass {\displaystyle (X_{n})_{n\in \mathbb {N} _{0}}} ein Martingal ist, sogar {\displaystyle X_{n}=\mathbb {E} (X_{\infty }\mid {\mathcal {F}}_{n})}. Man sagt, das Martingal wird durch {\displaystyle X_{\infty }} abgeschlossen.

## Beispiel
Die symmetrische einfache Irrfahrt {\displaystyle X_{n}:=\sum _{j=1}^{n}Z_{j}} mit unabhängigen, identisch verteilten {\displaystyle Z_{j}} und {\displaystyle P(Z_{j}=1)=P(Z_{j}=-1)={\frac {1}{2}}} ist ein Martingal. Wegen {\displaystyle |X_{n+1}-X_{n}|=1} ist kein Pfad konvergent.
Für {\displaystyle a\in \mathbb {N} =\{1,2,\dotsc \}} ist durch {\displaystyle \tau :=\inf\{n>0:X_{n}=a\}} eine Stoppzeit gegeben und das gestoppte Martingal {\displaystyle (M_{n})} mit {\displaystyle M_{n}=X_{\min(n,\tau )}} ist ebenfalls ein Martingal. Wegen {\displaystyle M_{n}^{+}\leq a} erfüllt es die Voraussetzungen des Martingalkonvergenzsatzes für fast sichere Konvergenz. Der einzig mögliche Grenzwert ist {\displaystyle a}, es gilt also
{\displaystyle M_{n}{\xrightarrow {n\to \infty }}a} fast sicher.
Insbesondere folgt, dass {\displaystyle P(\tau <\infty )=1} gilt.
Wegen {\displaystyle \mathbb {E} (|M_{n}|)=\mathbb {E} (2M_{n}^{+}-M_{n})=2\mathbb {E} (M_{n}^{+})-\mathbb {E} (M_{n})\leq 2a} ist das Martingal {\displaystyle (M_{n})} in {\displaystyle {\mathcal {L}}^{1}} beschränkt. Es konvergiert jedoch nicht in {\displaystyle {\mathcal {L}}^{1}} gegen {\displaystyle a}, denn in diesem Fall müsste auch {\displaystyle E(M_{n})} gegen {\displaystyle a>0} konvergieren, im Widerspruch zu {\displaystyle \mathbb {E} (M_{n})=\mathbb {E} (M_{0})=0} für alle {\displaystyle n}.